# Ancistrotermes
Ancistrotermes es un género de termitas  perteneciente a la familia Termitidae que tiene las siguientes especies:
1. Ancistrotermes cavithorax
2. Ancistrotermes crassiceps
3. Ancistrotermes crucifer
4. Ancistrotermes equatorius
5. Ancistrotermes ganlanbaensis
6. Ancistrotermes guineensis
7. Ancistrotermes hekouensis
8. Ancistrotermes latinotus
9. Ancistrotermes menglianensis
10. Ancistrotermes microdens
11. Ancistrotermes pakistanicus
12. Ancistrotermes periphrasis
13. Ancistrotermes wasmanni
14. Ancistrotermes xiai